# Lista siturilor arheologice din județul Mehedinți - S
Lista siturilor arheologice din județul Mehedinți - S conține toate siturile arheologice din județul Mehedinți înscrise în Repertoriul Arheologic Național (RAN) și aflate în localități al căror nume începe cu litera S. RAN este administrat de Ministerul Culturii și Patrimoniului Național și cuprinde date științifice, cartografice, topografice, imagini și planuri, precum și orice alte informații privitoare la zonele cu potențial arheologic, studiate sau nu, încă existente sau dispărute.
Puteți căuta un sit din localitățile care încep cu litera S folosind formularul de mai jos sau puteți naviga prin toate siturile din județ la Lista siturilor arheologice din județul Mehedinți.
| Cod RAN                                    | Denumire | Localitate                                                              | Adresă                                           | Datare                                 | Descoperit | Coordonate                                    | Imagine           | Erori            |
| ------------------------------------------ | --- | ----------------------------------------------------------------------- | ------------------------------------------------ | -------------------------------------- | ---------- | --------------------------------------------- | ----------------- | ---------------- |
| 109817.01.01 (Cod LMI: MH-I-s-B-10045)     | Situl arheologic de la Drobeta-Turnu Severin - "cartier Schela Cladovei" / ansamblu anonim (Categorie: locuire civilă) (Tip: Așezare)                                                                                            | localitate componentă Schela Cladovei, municipiul Drobeta-Turnu Severin | cartier Schela Cladovei - La Canton (km 854-935) | Schela Cladovei                        |            |                                               | Încărcați imagine | Raportați eroare |
| 109817.01.02 (Cod LMI: MH-I-s-B-10045)     | Situl arheologic de la Drobeta-Turnu Severin - "cartier Schela Cladovei" / ansamblu anonim (Categorie: locuire civilă) (Tip: Așezare)                                                                                            | localitate componentă Schela Cladovei, municipiul Drobeta-Turnu Severin | cartier Schela Cladovei - La Canton (km 854-935) | Starčevo - Criș                        |            |                                               | Încărcați imagine | Raportați eroare |
| 109817.01.03 (Cod LMI: MH-I-s-B-10045)     | Situl arheologic de la Drobeta-Turnu Severin - "cartier Schela Cladovei" / ansamblu anonim (Categorie: locuire civilă) (Tip: Așezare)                                                                                            | localitate componentă Schela Cladovei, municipiul Drobeta-Turnu Severin | cartier Schela Cladovei - La Canton (km 854-935) | Gârla Mare                             |            |                                               | Încărcați imagine | Raportați eroare |
| 109817.01.04 (Cod LMI: MH-I-s-B-10045)     | Situl arheologic de la Drobeta-Turnu Severin - "cartier Schela Cladovei" / ansamblu anonim (Categorie: locuire civilă) (Tip: Așezare)                                                                                            | localitate componentă Schela Cladovei, municipiul Drobeta-Turnu Severin | cartier Schela Cladovei - La Canton (km 854-935) | sec. VIII - VI a. Chr.                 |            |                                               | Încărcați imagine | Raportați eroare |
| 109817.01.05 (Cod LMI: MH-I-s-B-10045)     | Situl arheologic de la Drobeta-Turnu Severin - "cartier Schela Cladovei" / ansamblu anonim (Categorie: locuire civilă) (Tip: Așezare)                                                                                            | localitate componentă Schela Cladovei, municipiul Drobeta-Turnu Severin | cartier Schela Cladovei - La Canton (km 854-935) | geto-dacică sec. I a. Chr. - I p .Chr. |            |                                               | Încărcați imagine | Raportați eroare |
| 109817.01.06 (Cod LMI: MH-I-s-B-10045)     | Situl arheologic de la Drobeta-Turnu Severin - "cartier Schela Cladovei" / ansamblu anonim (Categorie: locuire civilă) (Tip: Așezare)                                                                                            | localitate componentă Schela Cladovei, municipiul Drobeta-Turnu Severin | cartier Schela Cladovei - La Canton (km 854-935) | sec. II - III                          |            |                                               | Încărcați imagine | Raportați eroare |
| 109817.01.07 (Cod LMI: MH-I-s-B-10045)     | Situl arheologic de la Drobeta-Turnu Severin - "cartier Schela Cladovei" / ansamblu anonim (Categorie: locuire civilă) (Tip: Așezare)                                                                                            | localitate componentă Schela Cladovei, municipiul Drobeta-Turnu Severin | cartier Schela Cladovei - La Canton (km 854-935) | sec. XVII - XVIII                      |            |                                               | Încărcați imagine | Raportați eroare |
| 109817.01.08 (Cod LMI: MH-I-s-B-10045)     | Situl arheologic de la Drobeta-Turnu Severin - "cartier Schela Cladovei" / ansamblu anonim (Categorie: locuire civilă) (Tip: necropola)                                                                                          | localitate componentă Schela Cladovei, municipiul Drobeta-Turnu Severin | cartier Schela Cladovei - La Canton (km 854-935) | romană sec. II-III                     |            |                                               | Încărcați imagine | Raportați eroare |
| 113509.01.01                               | Așezarea hallstattiană de la Salcia / ansamblu Așezare hallstattiană (Categorie: locuire civilă) (Tip: Așezare) | sat Salcia, comuna Salcia                                               |                                                  |                                        |            |                                               | Încărcați imagine | Raportați eroare |
| 113616.01.01 (Cod LMI: MH-I-s-B-10097)     | Așezarea de epocă romană de la Svinița - "Dealul Resiște" / ansamblu Ruinele unui turn roman (Categorie: locuire) (Tip: Turn) | sat Svinița, comuna Svinița                                             | Dealul Resiște                                   | sec. II                                |            |                                               | Încărcați imagine | Raportați eroare |
| 113616.01.02 (Cod LMI: MH-I-s-B-10097)     | Așezarea de epocă romană de la Svinița - "Dealul Resiște" / ansamblu anonim (Categorie: locuire) (Tip: Așezare) | sat Svinița, comuna Svinița                                             | Dealul Resiște                                   |                                        |            |                                               | Încărcați imagine | Raportați eroare |
| 113616.01.03 (Cod LMI: MH-I-s-B-10097)     | Așezarea de epocă romană de la Svinița - "Dealul Resiște" / ansamblu anonim (Categorie: locuire) (Tip: cuptoare de ars piatra de var)                                                                                            | sat Svinița, comuna Svinița                                             | Dealul Resiște                                   |                                        |            |                                               | Încărcați imagine | Raportați eroare |
| 113616.02.01 (Cod LMI: MH-I-s-B-10099)     | Așezarea hallstattiană de la Svinița / ansamblu Așezare hallstattiană (Categorie: locuire civilă) (Tip: Așezare) | sat Svinița, comuna Svinița                                             |                                                  |                                        |            |                                               | Încărcați imagine | Raportați eroare |
| 113616.04.01 (Cod LMI: MH-I-m-B-10101.03)  | Situl arheologic de la Svinița - Km fluvial 1004 / ansamblu Așezare hallstattiană (Categorie: locuire) (Tip: Așezare) | sat Svinița, comuna Svinița                                             | Km fluvial 1004                                  |                                        |            |                                               | Încărcați imagine | Raportați eroare |
| 113616.04.02 (Cod LMI: MH-I-m-B-10101.02)  | Situl arheologic de la Svinița - Km fluvial 1004 / ansamblu Așezare romană (Categorie: locuire) (Tip: Așezare) | sat Svinița, comuna Svinița                                             | Km fluvial 1004                                  | sec. I - II                            |            |                                               | Încărcați imagine | Raportați eroare |
| 113616.04.03 (Cod LMI: MH-I-m-B-10101.01)  | Situl arheologic de la Svinița - Km fluvial 1004 / ansamblu Necropolă medievală (Categorie: locuire) (Tip: Necropolă) | sat Svinița, comuna Svinița                                             | Km fluvial 1004                                  | sec. XII-XIII                          |            |                                               | Încărcați imagine | Raportați eroare |
| 113616.04.04 (Cod LMI: MH-I-s-B-10101)     | Situl arheologic de la Svinița - Km fluvial 1004 / ansamblu anonim (Categorie: locuire) (Tip: Așezare) | sat Svinița, comuna Svinița                                             | Km fluvial 1004                                  |                                        |            |                                               | Încărcați imagine | Raportați eroare |
| 113616.04.05 (Cod LMI: MH-I-s-B-10101)     | Situl arheologic de la Svinița - Km fluvial 1004 / ansamblu anonim (Categorie: locuire) (Tip: Așezare) | sat Svinița, comuna Svinița                                             | Km fluvial 1004                                  |                                        |            |                                               | Încărcați imagine | Raportați eroare |
| 113616.04.06 (Cod LMI: MH-I-s-B-10101)     | Situl arheologic de la Svinița - Km fluvial 1004 / ansamblu anonim (Categorie: locuire) (Tip: Așezare) | sat Svinița, comuna Svinița                                             | Km fluvial 1004                                  |                                        |            |                                               | Încărcați imagine | Raportați eroare |
| 113616.04.07 (Cod LMI: MH-I-s-B-10101)     | Situl arheologic de la Svinița - Km fluvial 1004 / ansamblu anonim (Categorie: locuire) (Tip: Așezare) | sat Svinița, comuna Svinița                                             | Km fluvial 1004                                  | sec. XV-XVII                           |            |                                               | Încărcați imagine | Raportați eroare |
| 113616.04.08 (Cod LMI: MH-I-s-B-10101)     | Situl arheologic de la Svinița - Km fluvial 1004 / ansamblu anonim (Categorie: locuire) (Tip: Așezare) | sat Svinița, comuna Svinița                                             | Km fluvial 1004                                  | sec. XII-XIV                           |            |                                               | Încărcați imagine | Raportați eroare |
| 113616.05.01 (Cod LMI: MH-I-m-B-10098.04)  | Situl arheologic de la Svinița - "La Islaz" / ansamblu anonim (Categorie: locuire civilă) (Tip: Așezare) | sat Svinița, comuna Svinița                                             | La Islaz                                         | Starčevo - Criș                        |            |                                               | Încărcați imagine | Raportați eroare |
| 113616.05.02 (Cod LMI: MH-I-m-B-10098.03)  | Situl arheologic de la Svinița - "La Islaz" / ansamblu anonim (Categorie: locuire civilă) (Tip: Așezare) | sat Svinița, comuna Svinița                                             | La Islaz                                         | Vinča                                  |            |                                               | Încărcați imagine | Raportați eroare |
| 113616.05.03 (Cod LMI: MH-I-m-B-10098.02)  | Situl arheologic de la Svinița - "La Islaz" / ansamblu Așezare hallstattiană (Categorie: locuire civilă) (Tip: Așezare) | sat Svinița, comuna Svinița                                             | La Islaz                                         | sec. VIII - VI a. Chr.                 |            |                                               | Încărcați imagine | Raportați eroare |
| 113616.05.04 (Cod LMI: MH-I-m-B-10098.01)  | Situl arheologic de la Svinița - "La Islaz" / ansamblu Așezare medievală (Categorie: locuire civilă) (Tip: Așezare) | sat Svinița, comuna Svinița                                             | La Islaz                                         | sec. XVII - XVIII                      |            |                                               | Încărcați imagine | Raportați eroare |
| 113616.05.05 (Cod LMI: MH-I-s-B-10098)     | Situl arheologic de la Svinița - "La Islaz" / ansamblu anonim (Categorie: locuire civilă) (Tip: Așezare) | sat Svinița, comuna Svinița                                             | La Islaz                                         | Sălcuța                                |            |                                               | Încărcați imagine | Raportați eroare |
| 113616.06.01 (Cod LMI: MH-I-m-B-10102.02)  | Situl arheologic de la Svinița / ansamblu Așezare hallstattiană (Categorie: locuire civilă) (Tip: Așezare) | sat Svinița, comuna Svinița                                             |                                                  | sec. VIII - VI a. Chr.                 |            |                                               | Încărcați imagine | Raportați eroare |
| 113616.06.02 (Cod LMI: MH-I-m-B-10102.01)  | Situl arheologic de la Svinița / ansamblu Așezare medievală timpurie (Categorie: locuire civilă) (Tip: Așezare) | sat Svinița, comuna Svinița                                             |                                                  | sec. IX - XI                           |            |                                               | Încărcați imagine | Raportați eroare |
| 113616.06.03 (Cod LMI: MH-I-m-B-10102.03)  | Situl arheologic de la Svinița / ansamblu anonim (Categorie: locuire civilă) (Tip: Așezare) | sat Svinița, comuna Svinița                                             |                                                  | sec. XV-XII                            |            |                                               | Încărcați imagine | Raportați eroare |
| 112539.01.02 (Cod LMI: MH-II-m-A-10400.01) | Ansamblul sitului medieval al mănăstirii Topolonița cu biserica "Sf. Ioan Înaintemergătorul" din Topolnița / ansamblu Biserica cu hramul Sf. Ioan Botezatorul Înaintemergatorul (Categorie: construcție de cult) (Tip: biserică) | sat Schitu Topolniței, comuna Izvoru Bârzii                             |                                                  | 1646                                   |            | 44°45′35″N 22°36′29″E / 44.75972°N 22.60806°E | Încărcați imagine | Raportați eroare |
| 112539.01.01 (Cod LMI: MH-II-m-A-10400.01) | Ansamblul sitului medieval al mănăstirii Topolonița cu biserica "Sf. Ioan Înaintemergătorul" din Topolnița / ansamblu anonim (Categorie: construcție de cult) (Tip: biserică)                                                    | sat Schitu Topolniței, comuna Izvoru Bârzii                             |                                                  | 1375-1400                              |            | 44°45′35″N 22°36′29″E / 44.75972°N 22.60806°E | Încărcați imagine | Raportați eroare |
| 112539.01.03 (Cod LMI: MH-II-m-A-10400.01) | Ansamblul sitului medieval al mănăstirii Topolonița cu biserica "Sf. Ioan Înaintemergătorul" din Topolnița / ansamblu anonim (Categorie: construcție de cult) (Tip: Mănăstire)                                                   | sat Schitu Topolniței, comuna Izvoru Bârzii                             |                                                  | 1575-1600                              |            | 44°45′35″N 22°36′29″E / 44.75972°N 22.60806°E | Încărcați imagine | Raportați eroare |
| 112539.01.04 (Cod LMI: MH-II-m-A-10400.01) | Ansamblul sitului medieval al mănăstirii Topolonița cu biserica "Sf. Ioan Înaintemergătorul" din Topolnița / ansamblu anonim (Categorie: construcție de cult) (Tip: constructie)                                                 | sat Schitu Topolniței, comuna Izvoru Bârzii                             |                                                  | 1646                                   |            | 44°45′35″N 22°36′29″E / 44.75972°N 22.60806°E | Încărcați imagine | Raportați eroare |
| 113509.02.01                               | Situl arheologic de la Salcia- Livezile satului / ansamblu anonim (Categorie: locuire) (Tip: Așezare) | sat Salcia, comuna Salcia                                               | Livezile satului                                 | Sălcuța                                |            |                                               | Încărcați imagine | Raportați eroare |
| 113509.02.02                               | Situl arheologic de la Salcia- Livezile satului / ansamblu anonim (Categorie: locuire) (Tip: Așezare) | sat Salcia, comuna Salcia                                               | Livezile satului                                 | Coțofeni                               |            |                                               | Încărcați imagine | Raportați eroare |
| 113616.07.01                               | Situl arheologic de la Svinița - Piatra Ilișovei / ansamblu anonim (Categorie: locuire) (Tip: Așezare) | sat Svinița, comuna Svinița                                             | Piatra Ilișovei                                  | Starčevo - Criș                        |            |                                               | Încărcați imagine | Raportați eroare |
| 113616.07.02                               | Situl arheologic de la Svinița - Piatra Ilișovei / ansamblu anonim (Categorie: locuire) (Tip: Așezare) | sat Svinița, comuna Svinița                                             | Piatra Ilișovei                                  | Gârla Mare-Žuto Brdo                   |            |                                               | Încărcați imagine | Raportați eroare |
| 113616.07.03                               | Situl arheologic de la Svinița - Piatra Ilișovei / ansamblu anonim (Categorie: locuire) (Tip: Depozit) | sat Svinița, comuna Svinița                                             | Piatra Ilișovei                                  |                                        |            |                                               | Încărcați imagine | Raportați eroare |
| 113616.07.04                               | Situl arheologic de la Svinița - Piatra Ilișovei / ansamblu anonim (Categorie: locuire) (Tip: Necropolă) | sat Svinița, comuna Svinița                                             | Piatra Ilișovei                                  | Basarabi                               |            |                                               | Încărcați imagine | Raportați eroare |
| 113616.07.05                               | Situl arheologic de la Svinița - Piatra Ilișovei / ansamblu anonim (Categorie: locuire) (Tip: Așezare) | sat Svinița, comuna Svinița                                             | Piatra Ilișovei                                  |                                        |            |                                               | Încărcați imagine | Raportați eroare |
| 113616.08.01                               | Situl arheologic de la Svinița - Livadița / ansamblu anonim (Categorie: locuire) (Tip: Așezare) | sat Svinița, comuna Svinița                                             | Livadița                                         |                                        |            |                                               | Încărcați imagine | Raportați eroare |
| 113616.08.02                               | Situl arheologic de la Svinița - Livadița / ansamblu anonim (Categorie: locuire) (Tip: Așezare) | sat Svinița, comuna Svinița                                             | Livadița                                         | sec. VII-IX                            |            |                                               | Încărcați imagine | Raportați eroare |
| 113616.09.01                               | Mănăstirea Sfântul Nicolae de la Svinița / ansamblu anonim (Categorie: construcție de cult) (Tip: Mănăstire) | sat Svinița, comuna Svinița                                             |                                                  | sec. XVI                               |            |                                               | Încărcați imagine | Raportați eroare |
| 113616.03.01 (Cod LMI: MH-I-s-B-10100)     | Situl arheologic de la Svinița - "Tri-Kule" / ansamblu Ruinele de construcții romane cu turnuri (Categorie: construcție) (Tip: Turn)                                                                                             | sat Svinița, comuna Svinița                                             | Tri-Kule                                         |                                        |            |                                               | Încărcați imagine | Raportați eroare |
| 113616.03.02 (Cod LMI: MH-I-s-B-10100)     | Situl arheologic de la Svinița - "Tri-Kule" / ansamblu anonim (Categorie: construcție) (Tip: Așezare) | sat Svinița, comuna Svinița                                             | Tri-Kule                                         |                                        |            |                                               | Încărcați imagine | Raportați eroare |
| 113616.03.03 (Cod LMI: MH-I-s-B-10100)     | Situl arheologic de la Svinița - "Tri-Kule" / ansamblu anonim (Categorie: construcție) (Tip: Așezare) | sat Svinița, comuna Svinița                                             | Tri-Kule                                         |                                        |            |                                               | Încărcați imagine | Raportați eroare |